# Quaratesi
I Quaratesi furono una famiglia patrizia di Firenze.

## Storia familiare

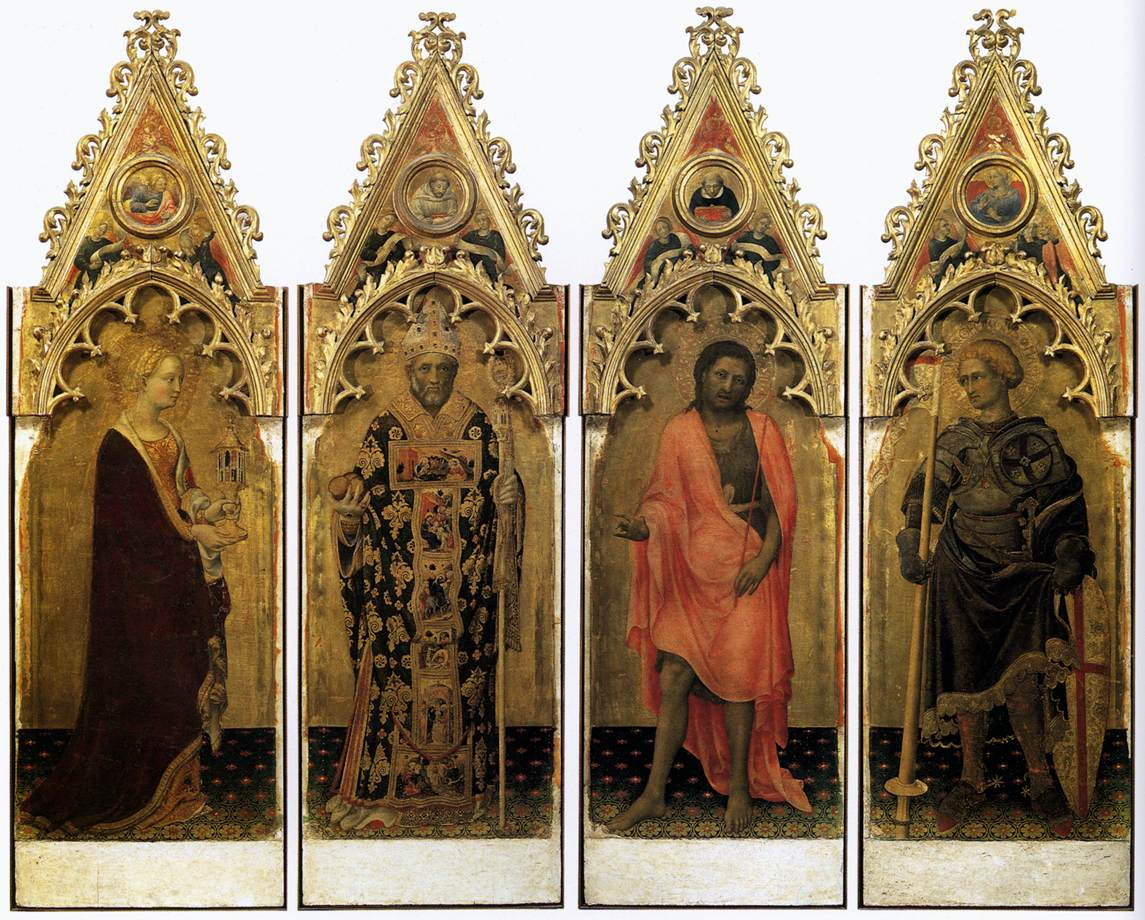
Gentile da Fabriano, santi del Polittico Quaratesi, agli Uffizi

Sebbene vengano a volte erroneamente citati come originari di Quarrata, essi avevano piuttosto un castello a Quarate, frazione di Bagno a Ripoli, da cui derivò il loro nome.
A Firenze si stanziarono in Oltrarno, nel "popolo" di San Niccolò (gonfalone del Nicchio) e sono citati in documenti della chiesa di San Niccolò Oltrarno dal 1363, sebbene già presenti in città da parecchi anni. Furono inizialmente ghibellini, per poi convertirsi alla parte guelfa. Spesso suoi membri ricoprirono incarichi politici nella Repubblica a partire dal 1317, quando venne eletto Lotto di Guineldo; fino al 1518 si contano 8 Gonfalonieri di Giustizia e 32 priori. Nel 1378, all'epoca del Tumulto dei Ciompi, Vanni Quaratesi sostenne il popolo e ricevette poi l'investitura come cavaliere. Appartennero all'Arte dei Mercatanti e furono in consorteria con gli Uguccioni, i Banchi, i Guardini, i Pieri. All'epoca dell'ascesa medicea furono nemici di Cosimo il Vecchio e alleati di Niccolò da Uzzano, Rinaldo degli Albizi, Gino di Neri Capponi e Palla Strozzi.
Tra i membri familiari si distinsero Castello di Piero, politico, priore nel 1428 e gonfaloniere di Giustizia nel 1441 e nel 1447, oltre che abile mercante.
Nel 1518 decisero saggiamente di mettersi da parte nella vita politica per lasciar maturare gli eventi: ciò permise loro, una volta caduta la Repubblica nel 1530, di ottenere dai duchi medicei vari incarichi prestigiosi nel nuovo Stato fiorentino.
Nel 1590 Vincenzo di Simone fu il primo cavaliere di Malta, a cui seguirono altri cavalieri dell'Ordine di Santo Stefano (dal 1614 al 1767) e senatore, (a partire da Jacopo di Francesco nel 1608). Il casato ottenne il patriziato con decreto della Deputazione sopra la Nobiltà nel 1751. Pochi anni dopo però la casa si estinse, con Giuseppina di Gianfranco Quaratesi che, ultima della sua stirpe, si maritò con Giuseppe Maria Antonio Frescobaldi nel 1784.

## Possedimenti

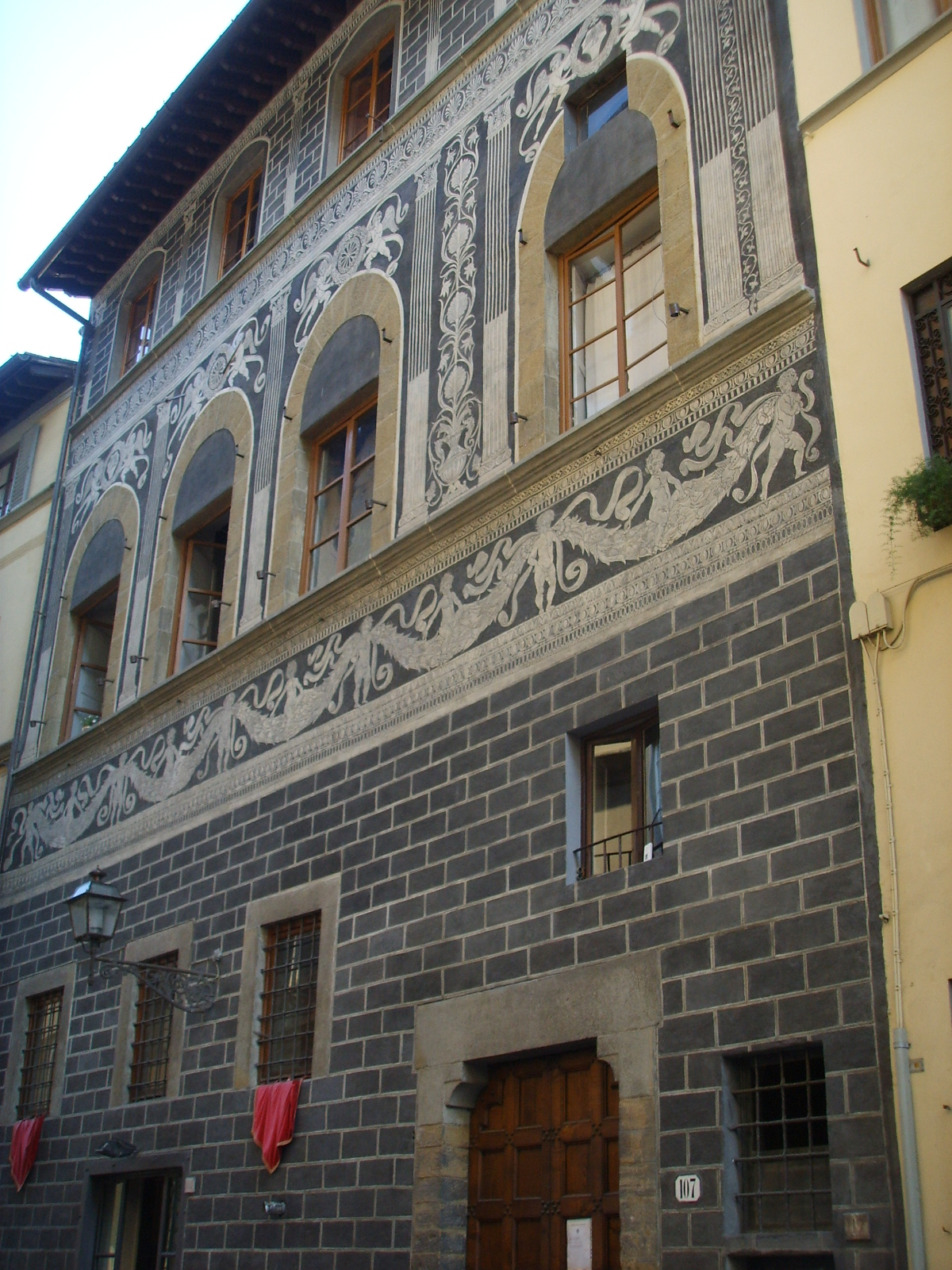
Palazzo Nasi-Quaratesi

Il castello di Quarate passò ai Cerchi solo nel Settecento; nella stessa borgata i Quaratesi patronarono inoltre un ospedale e un oratorio. Possedettero inoltre il castello di Montemasso, tenute in Val d'Ema e in Val di Greve, una villa a San Polo in Chianti, una locanda presso Tizzano, la villa Saltagallina, villa Sparta, villa Giusti, Villa Ravà. A Firenze avevano la loro residenza principale in via San Niccolò, nel palazzo Nasi-Quaratesi, inoltre abitarono a palazzo Pazzi-Quaratesi in via del Proconsolo. Altre residenze furono il palazzo Salviati-Quaratesi in via Ghibellina, palazzo Mellini-Fossi in via dei Fossi, e palazzo Lenzi in piazza Ognissanti.

## Mecenatismo
La famiglia Quaratesi fu un'attiva mecenate, tra le più industriose d'Oltrarno. Dal 1421 ebbero il patronato della chiesa di San Niccolò in Oltrarno, di cui finanziarono una ricostruzione nel 1422, e in particolare della sagrestia, loro cappella familiare. Per l'altare maggiore in quella chiesa, ottenuto in cambio di una cappella dai Gianni nel 1422, commissionarono a Gentile da Fabriano il cosiddetto Polittico Quaratesi, oggi smembrato (1425). Allo stesso pittore dovettero chiedere anche il Polittico dell'Intercessione, destinato a un loro altare nella chiesa di San Salvatore al Monte: l'intero edificio religioso venne poi ricostruito grazie al lascito nel 1465 di Castello Quaratesi.
Sovvenzionarono inoltre il monastero di Santa Maria degli Angeli, un altare in Sant'Ilario a Colombaia e la chiesa di San Bartolomeo a Quarate, per la quale fecero dipingere a Paolo Uccello una pala di cui resta oggi solo la predella.
L'atto di mecenatismo più importante che essi progettarono non andò però in porto: nel Cinquecento si offrirono di far costruire a Simone del Pollaiolo la facciata e il campanile di Santa Croce, ma non si trovarono d'accordo coi frati; la famiglia avrebbero voluto veder campeggiare sul fronte della chiesa il suo stemma, come consueto, ma i frati ritennero che ciò fosse troppo vistoso per una chiesa francescana.
Stemmi Galli e Quaratesi si trovano anche in dipinto di Giovanni Toscani, oggi nella Pinacoteca Vaticana.